# Керол Лавелл
Керол Лавелл (англ. Carol Lavell, 8 квітня 1943 — 27 березня 2023) — американська вершниця.
Бронзова призерка Олімпійських Ігор 1992 року в командній виїздці.
Переможниця Панамериканських ігор 2003 року в командній виїздці, срібна призерка 1987 року в командній виїздці.
Бронзовий призер Всесвітніх ігор з кінного спорту 1994 року.